# Listă de dramaturgi maghiari
Aceasta este o listă de dramaturgi maghiari în ordine alfabetică:

## A
- Sándor Abday
- Ádám Anavi
- Demeter Ágotha
- István Ákáb
- Elek Andrád
- Oszkár Ascher
- Erzsébet Ásguthy

## B
- Georges Baal
- József Babay
- Péter Bacsó
- Miklós Bánffy
- Attila Bartis
- György Bessenyei
- Lajos Bíró
- Janka Boga
- Péter Bornemisza

## C
- Gergely Csiky
- István Csurka

## F
- Géza Fodor (filozof)
- Ladislas Fodor
- Imre Földes (scriitor)
- Milán Füst

## G
- Árpád Göncz

## H
- Gyula Háy
- Jenő Heltai
- Ferenc Herczeg
- Sándor Hevesi
- Arthur Holitscher
- Sándor Hunyady

## J
- Ida Jenbach
- Mór Jókai

## K
- Frigyes Karinthy
- József Katona
- János Kemény (autor)
- Julius Leopold Klein
- Sándor Kisfaludy
- László Papp Kolozsvári

## L
- Miklós László
- Melchior Lengyel
- Sándor Lezsák
- Rudolf Lothar

## M
- Imre Madách
- Ferenc Molnár

## N
- István Nagy
- László Németh
- János Nyíri

## P
- Károly Pap
- Géza Páskándi
- Erno Polgar

## R
- Jenő Rejtő

## S
- György Schwajda
- Tamás Simon
- Alfred Soultan
- Robert B Suda
- András Sütő
- Magda Szabó
- János Székely (scriitor)
- Ede Szigligeti
- Dezső Szomory

## T
- George Tabori

## V
- Johann von Vásáry
- András Visky

## Vezi și
- Listă de piese de teatru maghiare
- Listă de scriitori maghiari
- Listă de dramaturgi